# 30e Grammy Awards
De 30e uitreiking van de jaarlijkse Grammy Awards vond plaats op 2 maart 1988 in de Radio City Music Hall in New York. Het was voor het eerst sinds 1981 dat de show in New York werd gehouden. De uitreiking werd gepresenteerd door acteur Billy Crystal en uitgezonden door CBS.
De groep winnaars was een mix van (relatief) nieuwe namen en oudgedienden. Zo won U2 de prestigieuze Album of the Year-Grammy voor hun album The Joshua Tree, dat in de VS hun definitieve doorbraak had betekend. Daartegenover stonden oude namen als Paul Simon en het componistenduo Barry Mann en Cynthia Weil - bekend van grote hits uit de jaren 60 - die eveneens Grammy's wonnen. Simon won Record of the Year voor het titelnummer van zijn album Graceland, dat een jaar eerder nog de Grammy voor Album of the Year had gewonnen. Mann en Weil wonnen Song of the Year voor hun compositie Somewhere Out There, gezongen door Linda Ronstadt &  James Ingram voor de film An American Tail. Het liedje won ook in de categorie voor beste filmsong.
Grote verliezer was Michael Jackson, die vier keer genomineerd was voor zijn album Bad. Hij won er niet één, hoewel een vijfde nominatie (voor de technici van het album, niet voor Michael) wél werd verzilverd. 
Niemand won meer dan twee Grammy´s. De dubbele winnaars waren U2, Barry Mann, Cynthia Weil, James Horner, Aretha Franklin, Bobby McFerrin, Orrin Keepnews, Itzhak Perlman, Vladimir Horowitz en Kathleen Battle. De laatste won onder meer in de categorie voor beste opera-album. Dat zij in die categorie zou winnen was niet zo'n verrassing: zij had op vier van de vijf genomineerde albums gezongen.
Er waren drie postume Grammy's: voor zanger Steve Goodman (zijn tweede; de eerste werd toegekend vlak na zijn dood in 1984), bluesmuzikant Professor Longhair (acht jaar na zijn dood) en voor Peter Tosh, die in september 1987 was overleden.
Een opvallende winnaar was Jack Nicholson, die een Grammy won in de categorie voor beste kinderplaat.

## Winnaars

### Algemeen
- Album of the Year
  - "The Joshua Tree" - U2 (uitvoerenden); Brian Eno & Daniel Lanois (producers)
- Record of the Year
  - "Graceland" - Paul Simon
- Song of the Year
  - Barry Mann, Cynthia Weil & James Horner (componisten) voor Somewhere Out There (uitvoerenden: Linda Ronstadt & James Ingram)
- Best New Artist
  - Jody Watley

### Pop
- Best Pop Vocal Performance (zangeres)
  - "I Wanna Dance With Somebody (Who Loves Me)" - Whitney Houston
- Best Pop Vocal Performance (zanger)
  - "Bring on the Night" - Sting
- Best Pop Vocal Performance (duo/groep)
  - "(I've Had) The Time of My Life" - Bill Medley & Jennifer Warnes
- Best Pop Instrumental Performance
  - "Minute by Minute" - Larry Carlton

### Country
- Best Country Vocal Performance (zangeres)
  - "80s Ladies" - K.T. Oslin
- Best Country Vocal Performance (zanger)
  - "Always & Forever" - Randy Travis
- Best Country Vocal Performance (duo/groep)
  - "Trio" - Emmylou Harris, Dolly Parton & Linda Ronstadt
- Best Country Vocal Performance (duet)
  - "Make No Mistake, She's Mine" - Kenny Rogers & Ronnie Milsap
- Best Country Instrumental Performance
  - "String of Pars" - Asleep At The Wheel
- Best Country Song
  - Paul Overstreet & Don Schlitz (componisten) voor Forever and Ever, Amen, uitvoerende: Randy Travis

### R&B
- Best R&B Vocal Performance (zangeres)
  - "Aretha" - Aretha Franklin
- Best R&B Vocal Performance (zanger)
  - "Just to See Her" - Smokey Robinson
- Best R&B Vocal Performance (duo/groep)
  - "I Knew You Were Waiting (For Me)" - George Michael & Aretha Franklin
- Best R&B Instrumental Performance
  - "Chicago Song" - David Sanborn
- Best R&B Song
  - Bill Withers (componist) voor Lean on Me, uitvoerenden: Club Nouveau

### Rock
- Best Rock Vocal Performance (zangeres)
  - Niet uitgereikt vanwege te weinig inzendingen; categorie werd gecombineerd met Best Rock Vocal Performance (zanger)
- Best Rock Vocal Performance (zanger[es])
  - "Tunnel of Love" - Bruce Springsteen
- Best Rock Vocal Performance (duo/groep)
  - "The Joshua Tree" - U2
- Best Rock Instrumental Peformance
  - "Jazz From Hell" - Frank Zappa

### Blues
- Best Traditional Blues Recording (traditioneel)
  - "Houseparty New Orleans Style" - Professor Longhair
- Best Contemporary Blues Recording (eigentijds)
  - "Strong Persuader" - Robert Cray Band

### Folk/Traditioneel
- Best Traditional Folk Recording (traditioneel)
  - "Shaka Zulu" - Ladysmith Black Mambazo
- Best Contemporary Folk Recording (eigentijds)
  - "Unfinished Business" - Steve Goodman

### Polka
- Best Polka Recording
  - "A Polka Just For Me" - Jimmy Sturr

### Latin
- Beste latin pop-optreden
  - "Un Hombre Solo" - Julio Iglesias
- Best Tropical Latin Recording
  - "La Verdad (The Truth)" - Eddie Palmieri
- Best Mexican American Recording
  - "Gracias!...América...Sin Fronteras" - Los Tigres del Norte

### Reggae
- Best Reggae Recording
  - "No Nuclear War" - Peter Tosh

### Gospel
- Best Gospel Performance (zangeres)
  - "I Believe in You" - Deniece Williams
- Best Gospel Performance (zanger)
  - "The Father Hath Provided" - Larnelle Harris
- Best Gospel Performance (duo/groep/koor)
  - "Crack The Sky" - Mylon LeFevre & Broken Heart
- Best Soul Gospel Performance (zangeres)
  - "For Always" - CeCe Winans
- Best Soul Gospel Performance (zanger)
  - "Everything's Gonna Be Alright" - Al Green
- Best Soul Gospel Performance (duo/groep/koor)
  - "Ain't No Need to Worry" - The Winans & Anita Baker

### Jazz
- Best Jazz Vocal Performance (zangeres)
  - "Diane Schuur & The Count Basie Orchestra" - Diane Schuur
- Best Jazz Vocal Performance (zanger)
  - "What Is This Thing Called Love" - Bobby McFerrin
- Best Jazz Instrumental Performance (instrumentale solist)
  - "The Other Side of Round Midnight" - Dexter Gordon
- Best Jazz Instrumental Performance (groep)
  - "Marsalis Standard Time Volume 1" - Wynton Marsalis
- Best Jazz Instrumental Performance (big band)
  - "Digital Duke" - Mercer Ellington
- Best Jazz Fusion Performance
  - "Still Life (Talking)" - Pat Metheny Group

### New Age
- Best New Age Recording
  - "Little Symphony" - Yusef Lateef

### Klassieke muziek
Vetgedrukte namen ontvingen een Grammy. Overige uitvoerenden, zoals orkesten, solisten e.d., die niet in aanmerking kwamen voor een Grammy, staan in kleine letters vermeld.
- Best Orchestral Recording (orkest)
  - "Beethoven: Symphony No. 9 in D minor" - Georg Solti (dirigent); Michael Haas (producer)
  - Chicago Symphony Orchestra, orkest
- Best Classical Vocal Soloist Performance (zanger[es])
  - "Salzburg Recital" - Kathleen Battle
- Best Opera Recording
  - "R. Strauss: Ariadne auf Naxos" - James Levine (dirigent); Agnes Baltsa, Anna Tomowa-Sintow, Gary Lakes, Hermann Prey & Kathleen Battle (solisten); Cord Garben (producer)
  - Wiener Philharmoniker, orkest
- Best Choral Performance (koor)
  - "Hindemith: When Lilacs Last in the Dooryard Bloom'd" - Robert Shaw (dirigent)
  - Atlanta Symphony Orchestra & Chorus, koor & orkest
- Best Classical Performance (instrumentale solist met orkestbegeleiding)
  - "Mozart: Violin Concertos nos. 2 and 4" - Itzhak Perlman
  - Wiener Philharmoniker o.l.v. James Levine
- Best Classical Performance (instrumentale solist zonder orkestbegeleiding)
  - "Horowitz in Moscow" - Vladimir Horowitz
- Best Chamber Music Performance (kamermuziek)
  - "Beethoven: The Complete Piano Trios" - Itzhak Perlman, Lynn Harrell & Vladimir Ashkenazy
- Best Contemporary Composition (beste nieuwe klassieke compositie)
  - Krzysztof Penderecki (componist) voor Penderecki: Cello Concerto No. 2, uitvoerenden: Philharmonia Orchestra & Mstislav Rostropovich
- Best Classical Album
  - "Horowitz in Moscow" - Vladimir Horowitz (uitvoerende); Thomas Frost (producer)

### Comedy
- Best Comedy Recording
  - "A Night at the Met" - Robin Williams

### Composition & Arranging (Compositie & arrangementen)
- Best Instrumental Composition
  - Ron Carter, Herbie Hancock, Billy Higgins & Wayne Shorter (componisten) voor Call Sheet Blues
- Best Song Written For a Motion Picture or Television (Beste nummer geschreven voor film of tv)
  - James Horner, Barry Mann & Cynthia Weil (componisten) voor Somewhere Out There, uitvoerenden: Linda Ronstadt & James Ingram
- Best Album or Original Instrumental Background Score Written for a Motion Picture or Television (Beste soundtrack voor film of tv)
  - "The Untouchables" - Ennio Morricone
- Best Arrangement on an Instrumental (Beste instrumentale arrangement)
  - Bill Holman (arrangeur) voor Take The A Train, uitvoerenden: Doc Severinsen & The Tonight Show Band
- Best Instrumental Arrangement Accompanying Vocal (Beste instrumentale arrangement met zang)
  - Frank Foster (arrangeur) voor Deedles' Blues, uitvoerenden: Diane Schuur & the Count Basie Orchestra

### Kinderrepertoire
- Best Recording for Children
  - "The Elephant's Child" - Bobby McFerrin & Jack Nicholson (artiesten); Mark Sottnick & Tom Bradshaw (producers)

### Musical
- Best Musical Cast Show Album
  - "Les Misérables" - Claude-Michel Schönberg & Herbert Kretzmer (componisten); Alain Boublil (producer)

### Hoezen
- Best Album Package
  - Bill Johnson (ontwerper) voor King's Record Shop, uitvoerende: Rosanne Cash
- Best Album Notes (hoestekst)
  - Orrin Keepnews (schrijver) voor The Complete Riverside Recordings, uitvoerende: Thelonious Monk

### Production & Engineering (Productie & techniek)
- Best Engineered Recording, Non-Classical (Beste techniek op een niet-klassiek album)
  - Bruce Swedien & Humberto Gatica (technici) voor Bad, uitvoerende: Michael Jackson
- Best Engineered Recording, Classical (Beste techniek op een klassiek album)
  - Jack Renner (technicus) voor Fauré: Requiem/Duruflé: Requiem, uitvoerenden: The Atlanta Symphony Orchestra o.l.v. Robert Shaw
- Producer of the Year (Non-Classical)
  - Narada Michael Walden
- Procuer of the Year (Classical)
  - Robert Woods

### Gesproken Woord
- Best Spoken Word or Non-Musical Recording
  - "Lake Wobegon Days" - Garrison Keillor

### Historisch
- Best Historical Album
  - "Thelonious Monk: The Complete Riverside Recordings" - Orrin Keepnews (producer)

### Video
- Best Concept Music Video (Beste gedramatiseerde videoclip)
  - "Land of Confusion" - Genesis (artiesten); Jim Yukich & John Lloyd (regisseurs); Jon Blair (video producer)
- Best Peformance Music Video (Beste video met daarin een optreden van de artiest[en])
  - "The Prince's Trust All-Star Rock Concert" - Anthony Eaton (video producer)